# Cicindela boops
Cicindela boops är en skalbaggsart som beskrevs av Pierre François Marie Auguste Dejean 1831. Cicindela boops ingår i släktet Cicindela och familjen jordlöpare. Inga underarter finns listade i Catalogue of Life.